# هيو براون
هيو براون (مواليد 2 فبراير 1894) هو ملاكم بريطاني، مثّل بلاده في الألعاب الأولمبية الصيفية 1920.

## روابط خارجية
هيو براون على موقع أوليمبيديا (الإنجليزية)